# نمای بیرونی سرای عروس
نمای بیرونی سرای عروس مربوط به دوره پهلوی اول است و در مشهد، خیابان خسروی، حد فاصل چهار طبقه و چهارراه خسروی واقع شده و این اثر در تاریخ ۲۲ مرداد ۱۳۸۴ با شمارهٔ ثبت ۱۳۱۰۴ به‌عنوان یکی از آثار ملی ایران به ثبت رسیده است.